# Metrioidea atriceps
Metrioidea atriceps är en skalbaggsart som först beskrevs av Horn 1893.  Metrioidea atriceps ingår i släktet Metrioidea och familjen bladbaggar. Inga underarter finns listade i Catalogue of Life.